# Arthur Wynne
Arthur Wynne (Liverpool, 22 de junio de 1871-Clearwater, Florida, 14 de enero de 1945) fue un editor y periodista británico y creador de crucigramas en Estados Unidos.

## Biografía
Era hijo de George Wynne, editor del periódico Liverpool Courier, y su esposa Ann Eliza Delicia Sheldon. Tenía un hermano y una hermana.
Wynne emigró a Estados Unidos el 6 de junio de 1891, a la edad de 19 años. De acuerdo con la tradición familiar ―sus antepasados habían sido agricultores―, trabajó por primera vez para un granjero de cebollas en Texas. Pronto, sin embargo, como su padre, se convirtió en periodista, con su primer trabajo como editor de un diario en Liverpool (Ohio). Después se mudó a Pittsburgh (Pensilvania), donde fue nombrado editor de deportes del periódico local McKeesport, y el diario Pittsburgh Press.
Dos pasiones de la vida de Wynne fueron siempre la música y los rompecabezas.
Demostró su versatilidad cuando fue nombrado editor musical y crítico musical del Pittsburgh Despatch. Incluso trabajó como segundo violín en la Orquesta Filarmónica de Pittsburgh.
Más tarde, Wynne se mudó a Cedar Grove (Nueva Jersey), y a fines de 1913 consiguió trabajo como director editorial de la sección de entretenimientos de un periódico dominical de la ciudad de Nueva York, llamado New York World.

## Invención del crucigrama

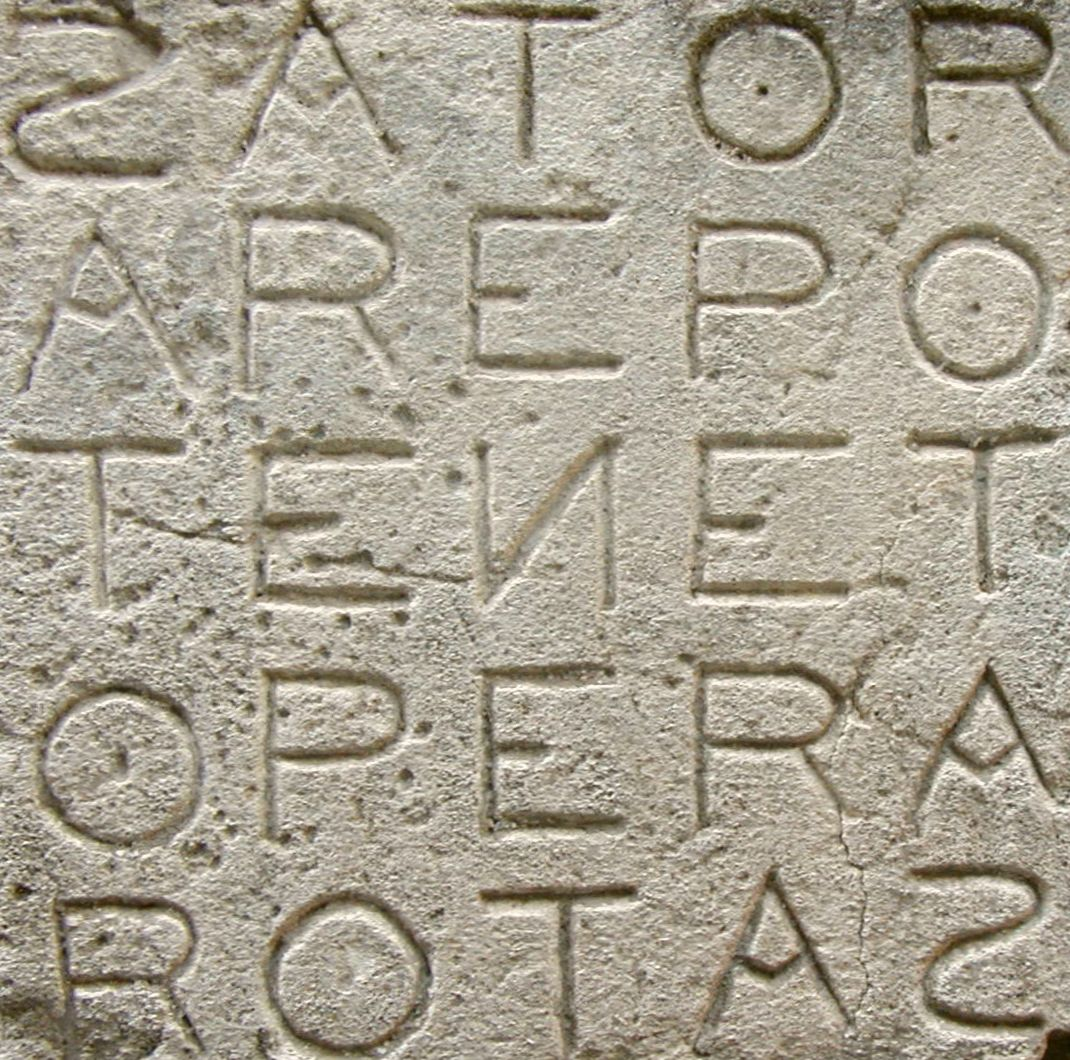
Los cuadrados sator son conocidos en Europa desde el siglo I.

El domingo 21 de diciembre de 1913, Wynne fue presionado para ocupar un espacio en una página a punto de ser impresa. Utilizó el espacio para revivir el juego de palabras acróstico con palíndromos que conocía desde su infancia, denominado «cuadrado mágico» o cuadrado sator. Este poseía un sistema similar al de un crucigrama (aunque utilizaba bustrofedones), y ya se utilizaba en la antigua Pompeya en el siglo I.
Construyó una cuadrícula hueca en forma de diamante con palabras entrelazadas, y le puso de nombre «word-cross» (‘cruz de palabras’).
Más tarde, el nombre fue cambiado a «crossword» (‘crucigrama’ en inglés).

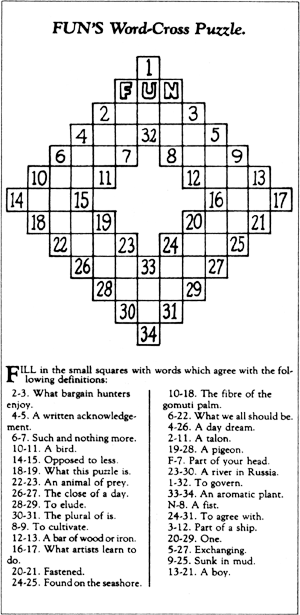
El word-cross de Wynne, el tercer tipo de crucigrama inventado en el mundo.

Había un par de antecedentes a este invento:
Cuarenta años antes, en 1873, un tal Hyperion empezó a publicar en la revista infantil St. Nicholas los «Double Diamond Puzzles» (rompecabezas de doble diamante), que eran una especie de crucigrama en el que no se proporcionaban los cuadritos, sino que el usuario debía entrelazar las palabras por sí mismo, en un papel aparte.
Posiblemente estos crucigramas se siguieron publicando durante varios años.
El 14 de septiembre de 1890 ―un año antes del supuesto invento de Wynne―, Giuseppe Airoldi publicó un crucigrama de su invención en la revista italiana Il Sécolo Illustrato della Doménica. Se titulaba «Per il tempo passare» (‘para pasar el tiempo’). Se trataba de una rejilla de cuatro por cuatro letras, sin cuadritos sombreados. Incluía pistas horizontales y verticales para las palabras ripa, oder, sera, amen y rosa, idem, pere, aran.
No tuvo ningún éxito, así que no volvió a publicarse ninguna nueva versión.
Se desconoce por qué se le atribuye a Wynne la autoría del primer crucigrama del mundo.
Quedó claro desde el principio ―a partir del volumen de cartas enviadas por los lectores― que las palabras cruzadas de Wynne se hicieron muy populares. Diez años después, dos jóvenes aspirantes a editores, R. L. Simon y M. Lincoln Schuster, publicaron el primer libro de crucigramas, creados por Margaret Petheridge ―sucesora de Wynne―. Este libro se convirtió en una moda nacional. Simon y Schuster vendieron más de dos millones de copias en los primeros 24 meses.
La locura por los crucigramas se extendió al Reino Unido, cuando el London Sunday Express comenzó a publicar rompecabezas el 2 de noviembre de 1924. El periódico logró establecer que durante los años de guerra, con sus largas horas en los refugios antiaéreos, cuarteles, y las cubiertas de los comedores, uno de cada veinticinco británicos hizo un crucigrama todos los días.
Wynne se convirtió en empleado de la empresa King Features Syndicate. Él no se benefició directamente de los muchos periódicos que utilizaron este servicio de distribución. No había podido patentar el concepto de crucigrama, porque este tenía demasiados antecedentes en la Antigüedad.

## Vida privada
Arthur Wynne era un hombre contemplativo, con un amplio círculo de amigos. Se casó dos veces, primero Thelma Sacensen (con la que tuvo una hija) y luego con Lillian Webb (con quien tuvo un hijo y una hija).
Cuando se retiró, vivió en la ciudad de Clearwater (en el sureño estado de Florida).
Falleció en el Hospital Morton Plant, en la misma ciudad el 14 de enero de 1945, a los 73 años.